# 文培洞
文培洞（：／ Munbae dong */?）是位於韓國首爾龙山区的一个法定洞，隶属于元曉路1洞。本洞東面與漢江路1街、東南面與新契洞和元曉路2街、西北面與元曉路1街相接。青坡路贯穿该区域南北，在过去曾有蔓草川流经此区域，现已被覆盖于青坡路之下。

## 历史
- 1396年 - 為漢城府城底十里的一部分，并劃歸龍山坊管轄。
- 1751年 - 改名為青坡4~5契。
- 1894年 - 劃歸西署管理，並改名為青坡4契。
- 1910年10月 - 該區域劃歸至龍山面。
- 1914年 - 該區域改名為彌生町的一部分。
- 1943年 - 劃歸至龙山区。
- 1946年10月 - 改為現在名稱，並和新契洞一同劃歸至漢江路1洞管理，之後又劃入至元曉路1洞管轄。

## 企業
- 好麗友[2]